# Ptochophyle gnamptoloma
Ptochophyle gnamptoloma là một loài bướm đêm trong họ Geometridae.